# Nostalgia (película de 2022)
Nostalgia es una película dramática italo-francesa de 2022 basada en una novela de 2016 de Ermanno Rea, coescrita y dirigida por Mario Martone.
La película se estrenó en la 75.ª edición del Festival de Cine de Cannes en mayo de 2022, en la competencia oficial por la Palma de Oro. Al mes siguiente, la película ganó cuatro premios Nastro d'Argento, al mejor director, mejor actor, mejor actor de reparto y mejor guion.

## Argumento
La película sigue a Felice, un hombre que regresa a su ciudad natal de Nápoles después de pasar 40 años viviendo en el Líbano y Egipto. La mayor parte de la película está ambientada en la zona empobrecida de Rione Sanità de Nápoles, donde Felice primero visita a su madre y luego conoce al sacerdote local Don Luigi. Felice finalmente le dice a Luigi en una especie de confesión que en uno de los pequeños robos cometidos por él y su amigo de la infancia Oreste, este último había matado al dueño de una carpintería local. Don Luigi lo echa de la iglesia y le dice que mientras tanto Oreste se ha convertido en un peligroso jefe de la Camorra, el sindicato del crimen organizado local.
Un amigo de la madre de Felice le advierte del peligro y le insta a escapar de Nápoles. Don Luigi le presenta a Felice a una familia del barrio, y durante la cena bebe vino por primera vez, se desinhibe y habla de su infancia con Oreste, dejando a todos boquiabiertos. En este punto Felice va a visitar al anciano Oreste. Oreste, enojado por el abandono de su amigo cuatro décadas antes, lo sigue hasta un callejón y lo mata y, al robarle la cartera, encuentra dentro una foto antigua de los dos en una moto.

## Reparto
- Pierfrancesco Favino como Felice Lasco
- Francesco Di Leva como El Padre Luigi Rega
- Tommaso Ragno como Oreste Spasiano
- Aurora Quattrocchi como Teresa Lasco
- Sofia Essaïdi como Arlette
- Nello Mascia como Raffaele
- Emanuele Palumbo como Felice (joven)
- Artem Tkachuk como Oreste (joven)
- Salvatore Striano como Gegé
- Virginia Apicella como Adele
- Daniela Ioia como Teresa (joven)

## Recepción

### Respuesta crítica
En el sitio web del agregador de reseñas Rotten Tomatoes, el 89 % de 27 críticos dieron a la película una reseña positiva. En Metacritic, la película tiene una puntuación media ponderada de 75 sobre 100, basada en 6 reseñas, lo que indica "críticas generalmente favorables".
Lovia Gyarkye de The Hollywood Reporter elogió las actuaciones de Favino y Ragno, la dirección de Martone y el trabajo de cámara de Paolo Carnera, calificándola de "película sorprendentemente absorbente", pero agregó que su exploración de la nostalgia "se telegrafía hasta el agotamiento". La reseña de Peter Bradshaw en The Guardian describió la película como "tremendamente filmada y terriblemente interpretada", y agregó que la película "desafía la idea de la nostalgia tal como se transmite en el título: no es simplemente que la nostalgia sea delirante, o que el pasado no era tan bueno como parece cuando se ve a través de anteojos de color rosa. Es que no hay pasado y presente.”

### Reconocimientos
Nostalgia tuvo su estreno mundial en el Festival de Cine de Cannes el 24 de mayo de 2022, donde se proyectó como parte de la selección oficial junto con otras 20 películas que compiten por la Palma de Oro. La película se estrenó en Italia al día siguiente, el 25 de mayo de 2022, justo a tiempo para calificar para los premios anuales Nastro d'Argento (Silver Ribbon) de 2022 que entrega la asociación nacional italiana de críticos de cine SNGCI, en una ceremonia celebrada el 20 de junio de 2022 en el museo MAXXI de Roma, donde recibió siete nominaciones y cuatro premios.
Estos incluyeron el premio al Mejor Actor para Favino, su quinto Lazo de Plata en esa categoría, lo que lo convierte en uno de los actores italianos más aclamados de la historia, y el premio al Mejor Director para Martone, quien recibió el galardón por su trabajo tanto en Nostalgia como en su anterior película The King of Laughter (Qui rido io) estrenada en septiembre de 2021.
La película también se proyectó en el Festival de Cine de Motovun en julio de 2022, donde compitió por el premio principal, el Propeller of Motovun.
| Premio                      | Fecha de la ceremonia | Categoría               | Destinatarios                     | Resultado | Ref(s) |
| --------------------------- | --------------------- | ----------------------- | --------------------------------- | --------- | ------ |
| Festival de Cine de Cannes  | 28 de mayo de 2022    | Palma de Oro            | Mario Martone                     | Nominado  | [ 1 ]  |
| Nastro d'argento            | 20 de junio de 2022   | Mejor película          |                                   | Nominada  | [ 2 ]  |
| Nastro d'argento            | 20 de junio de 2022   | Mejor director          | mario martone                     | Ganador   | [ 2 ]  |
| Nastro d'argento            | 20 de junio de 2022   | Mejor actor             | Pierfrancesco Favino              | Ganador   | [ 2 ]  |
| Nastro d'argento            | 20 de junio de 2022   | Mejor guion             | Mario Martone e Hippolita di Majo | Ganadores | [ 2 ]  |
| Nastro d'argento            | 20 de junio de 2022   | Mejor actor de reparto  | Francesco Di Leva y Tommaso Ragno | Ganador   | [ 2 ]  |
| Nastro d'argento            | 20 de junio de 2022   | Mejor actriz de soporte | Aurora Quattrocchi                | Nominada  | [ 2 ]  |
| Nastro d'argento            | 20 de junio de 2022   | Mejor sonido            |                                   | Nominado  | [ 2 ]  |
| Festival de Cine de Motovún | 2 de agosto de 2022   | Mejor película          | Mario Martone                     | Nominado  |        |